# 劉端方
劉端方，字肅亭，山東高唐州人。清朝軍事將領，武進士出身。
光緒九年（1883年），劉端方參加癸未武科會試中式，殿試位列二甲第八名，授職三等侍衛。後出任貴州平越營游擊，調署遵義府、銅仁府游擊。